# Downhills Park
El Downhills Park és un parc en l'àrea de West Green de Haringey.
El parc cobreix 12 hectàrees; inclou un espai de recreació obert i una àrea ajardinada que inclou un jardí de roses, pistes de tennis i pistes de bàsquet. Va rebre el Premi de la Bandera Verda (Green Flag Award) el 2006.
De d'ençà el juliol 2015, ha servit tan de casa del Club de Rugby Finsbury Park (Finsbury Park Rugby Club de Futbol), Og GAA, i el l'equip de fútbol gaèlic "Holloway Ladies".

## Història
Downhills era el nom d'una casa que es va construir abans 1728 en aquest terreny. Aquest terreny va ser comprat el 1881 per "British Land", però treballs en els terrenys no van començar fins 1899. En resposta a una campanya feta per residents locals, l'ajuntament del districte urbà de Tottenham (Tottenham Urban District Council) va comprar els terrenys, els "grounds" i els camps adjunts el 1901. L'ajuntament va conservar moltes característiques en els terrenys de la casa però també va construir diversos equipaments nous.
Després del 1939 molts equipaments van ser derrocat o destruït a causa dels bombardeixos durant la guerra. [Per què?. L'Ajuntament de Haringey va construir nous equipaments de joc pels nens en els 1980s.